# Самборський Ігор Анатолійович
Ігор Анатолійович Самборський (нар. 9 жовтня 1927, Київ, УРСР, СРСР) — радянський, український кіноактор та кінорежисер.

## Біографічні відомості
З 1945 — актор допоміжного складу Київського театру імені Лесі Українки та студент театральної студії при театрі.
У 1957 закінчив режисерський факультет Київський державний інститут театрального мистецтва імені Івана Карпенка-Карого.

## Фільмографія
- Режисер низки сюжетів кіножурналу «Фітіль»

Асистент і другий режисер:
- «Прапори на баштах» (1958)
- «Солдатка» (1959)
- «Врятуйте наші душі» (1960, асистент режисера у співавт.)
- «Сейм виходить з берегів» (1962, асистент)
- «Ні пуху, ні пера» (1973, 2-й режисер)
- «Звинувачення» (1984, 2-й реж. у співавт.)

Режисер-постановник:
- «Лушка» (1964, у співавт. з Леопольдом Безкодарним)
- «Київські мелодії» (1967, муз. фільм, к/м)
- «Розвідники» (1968, х/ф, у співавт. з Олексієм Швачком)
- «Зозуля з дипломом» (1971, у співавт. з Вадимом Іллєнком)